# Jean Hayet
Jean Hayet (Llodio, november 1939 - Anderlecht, 2 november 2006) was een Waalse komiek, acteur, toneelregisseur en leraar.
In het voetspoor van zijn broer Paul Florian Hayet werd Hayet acteur. Hij begon zijn toneelcarrière bij het Brusselse Théâtre du Méridien. Na enige tijd bij diverse andere theaters te hebben gespeeld was hij vanaf 1972 verbonden aan een ander Brussels theater, het Théâtre royal des Galeries.
Hayet was een veelzijdig toneelspeler die allerlei genres speelde, zowel klassieke en moderne als vaudeville en revue. Bekendheid verwierf hij met zijn vertolking van een komische bejaarde Brusselse dame genaamd Madame Chapeau. In totaal speelde hij dit personage tegen de 1500 keer.
Behalve spelen deed Hayet ook aan regisseren. Zo verzorgde hij de regie van het toneelstuk "Much ado about nothing" van de Engelse toneelschrijver Shakespeare en "L'Avare" (vertaald: de vrek) van de Franse toneelschrijver Molière. In laatstgenoemde speelde hij zelf de rol van Harpagon de vrek.
Eveneens hield Hayet zich bezig met het opleiden van toekomstige acteurs. Aan de toneelschool van Anderlecht gaf hij les in dicteren en declameren.
Jean Hayet overleed op 66-jarige leeftijd.
- Bibliothèque nationale de France: cb14105420t (data)
- International Standard Name Identifier: 0000 0000 0277 5791
- Système universitaire de documentation: 070665699
- Virtual International Authority File: 7594808
- WorldCat: E39PBJk4J7x8qP8ytgrcVR8Hmd